# Antheraea helferi
Antheraea helferi är en fjärilsart som beskrevs av Moore 1858. Antheraea helferi ingår i släktet Antheraea och familjen påfågelsspinnare. Inga underarter finns listade i Catalogue of Life.

## Bildgalleri

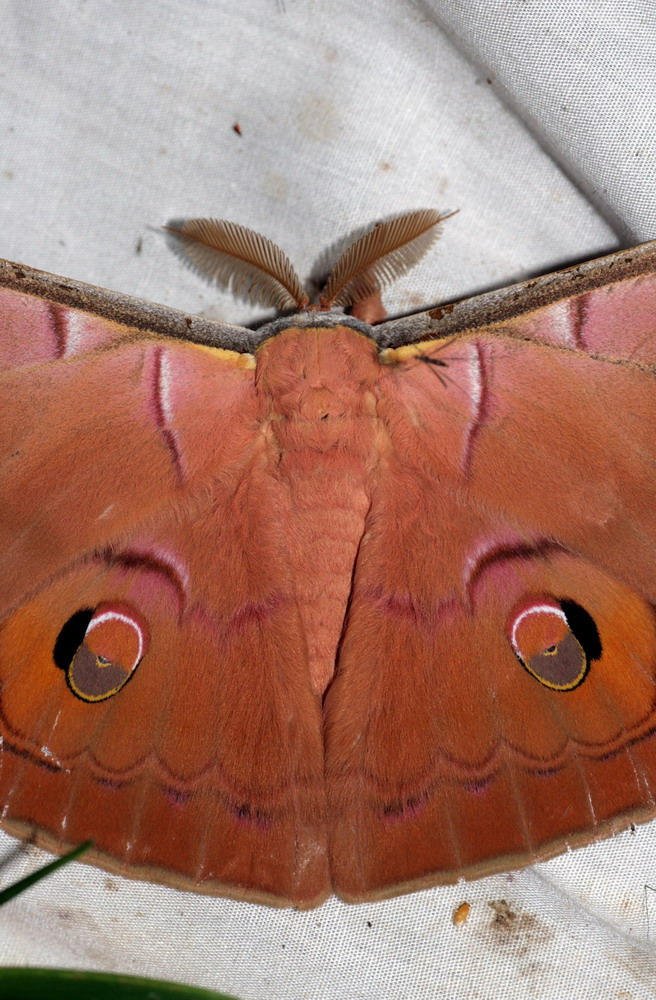
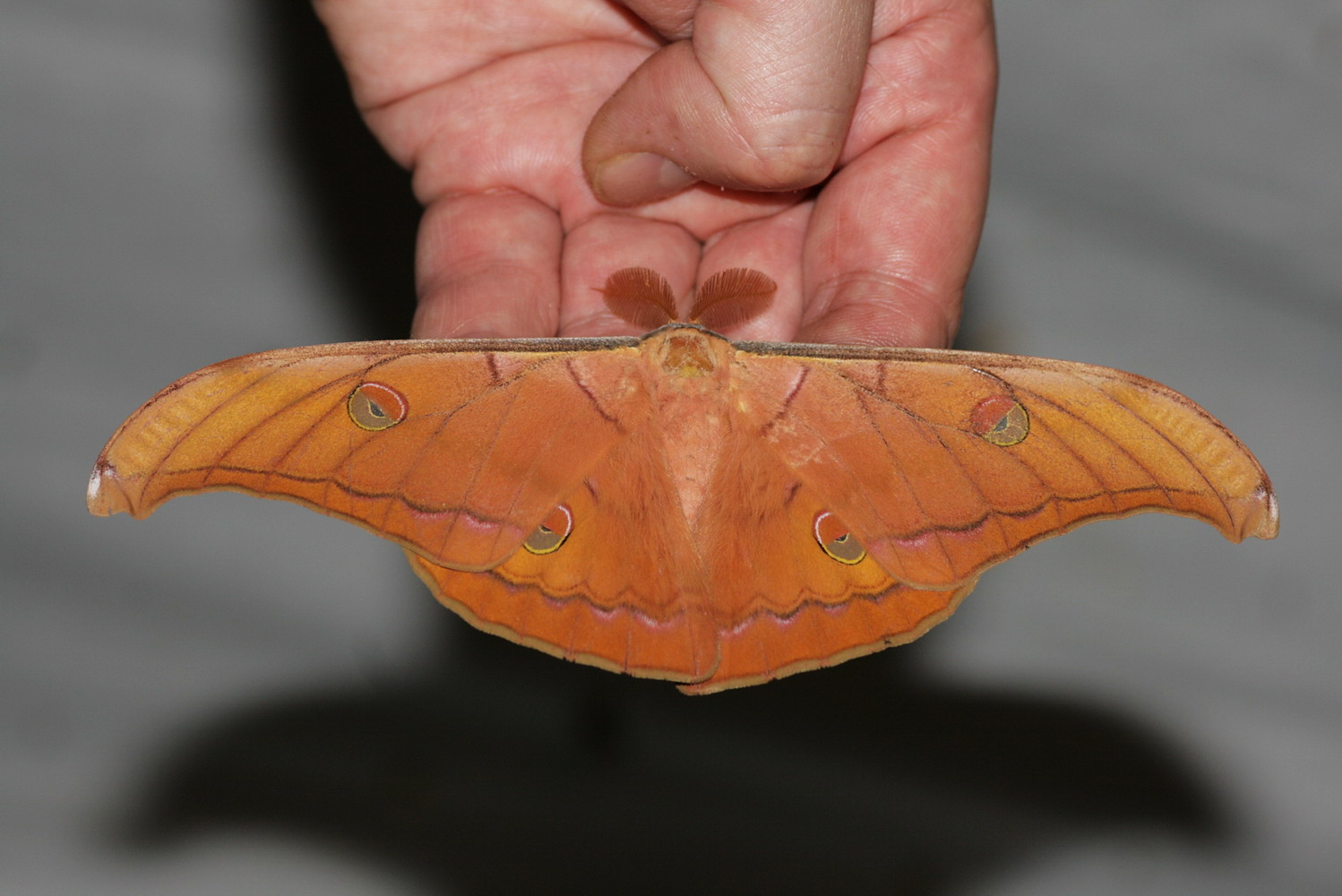